# عبية (مدرعة)

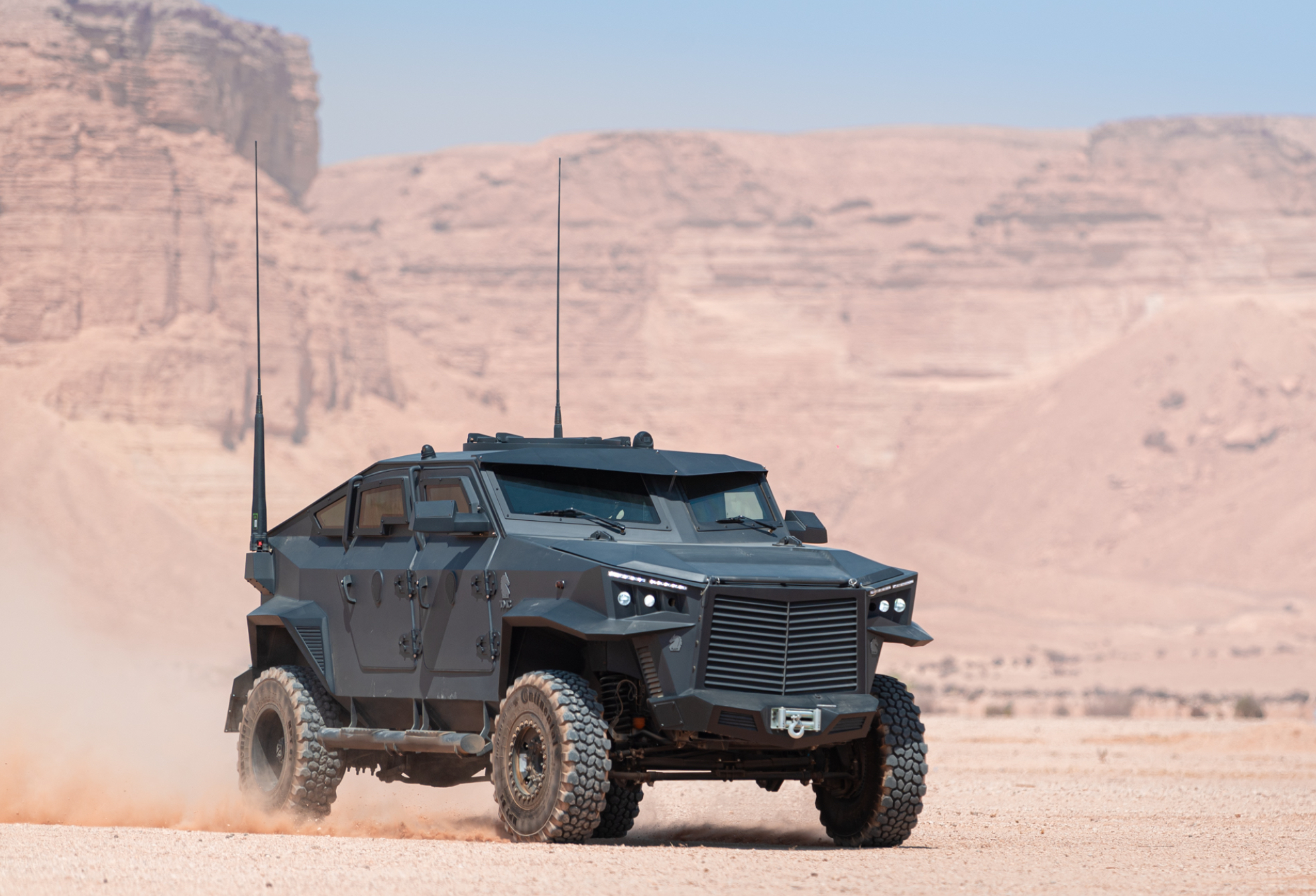
مدرعة عبية

عبية هي عربة مدرعة سعودية الصنع وتتميز هذه المدرعة بمرونتها وخفتها في تنفيذها للمهام ونقل الجنود. تتميز بمستوى حماية عالٍ والقدرة على السير بالطرق الوعرة، كما تم تصميمها وتجهيزها لتكون متوائمة مع الأنظمة التقنية والتكتيكية المتطورة.

## سبب التسمية
سميت تيمنا بفرس الملك عبدالعزيز ، لما اشتهرت به هذه الفرس، كونها الفرس التي امتطاها خلال معاركه لتوحيد السعودية، ومن ثم تأسيس الدولة السعودية الثالثة وتوحيدها. أطلق اسم «عبية» على فرسه، لأنه يدل على العزة، والفخر، والكبر، والنخوة، والشموخ.

## مميزاتها
من أهم ميزات هذه المدرعة مستوى الحماية العالي b-6 للزجاج. وبسماكة 40 مم، كما أن الهيكل الصلب للمدرعة الذي يوفر الراحة والحماية للطاقم مصنوع بالكامل في السعودية، كما تأتي العربة عبية بنسختين: (نسخة للإسناد الناري- نسخة لنقل الجنود).

## مواصفاتها

### المواصفات العامة
- الطول الإجمالي 6458 ملم.
- الإرتفاع الاقصى 2684 ملم.
- العرض الإجمالي 2350 ملم.
- قاعدة العجلات 2686 ملم.
- المسافة من الأرض 360 ملم.
- السعة 6.7 لتر.
- خزان الوقود 258 لتر.
- الوزن الكلي 9800 كجم.
- السرعة القصوى على الطرق الممهدة كيلو /120.
- السرعة القصوى على الطرق الوعرة كيلو / 60.
- درجة التسلق 60.
- المحرك تيربو ديزل.
- عدد الأحصنة 330.
- عدد الإسطوانات V8.[4]

| المواصفات الفنية | المواصفات الداخلية                                                           | المواصفات الخارجية                                                                                            | تجهيزات اختيارية |
| --- | ---------------------------------------------------------------------------- | --- | --- |
| - المدرعة ذات دفع رباعي (4x4) - إطارات عسكرية مزودة بإطار الحشوة RUN FLAT - نظام فرامل مطور للاستخدامات الشاقة - ناقل حركة مطور للاستخدامات الشاقة والسير في التضاريس الوعرة - أضواء تكتيكية | - الطاقم: 5 (خمسة) 2+3 أفراد - مقاعد مزودة بامتصاص الصدمات - نظام اطفاء ذاتي | - أربع أبواب جانبية - برج رماية مدرع بمستوى حماية المدرعة - المركبة مجهزة بفتحات رماية جانبية - أضواء تكتيكية | - أجهزة القيادة والتحكم العسكرية C4ISR - كاميرات حرارية ذات رؤية ليلية ونهارية - نظام انتركوم - ونش سحب تصل قدرته إلى سحب 5 طن |

## روابط خارجية
- معلومات تفصيلية لمدرعة عبية.